# Alin Ilin
Alin Sorin Ilin (n. 18 iulie 1984, București, România) este un fotbalist român retras din activitate, care evolua pe postul de fundaș dreapta.